# Rannstedt
Rannstedt ist ein Ortsteil der Landgemeinde Stadt Bad Sulza im Nordosten des Landkreises Weimarer Land.

## Lage
Rannstedt liegt direkt an der Bundesstraße 87 etwa fünf Kilometer vor Eckartsberga kurz vor der Landesgrenze zu Sachsen-Anhalt in einem Ackerbaugebiet um Apolda.
Die Buslinie 286 der PVG Weimarer Land verbindet den Ort Apolda bzw. Eckartsberga. 

## Geschichte

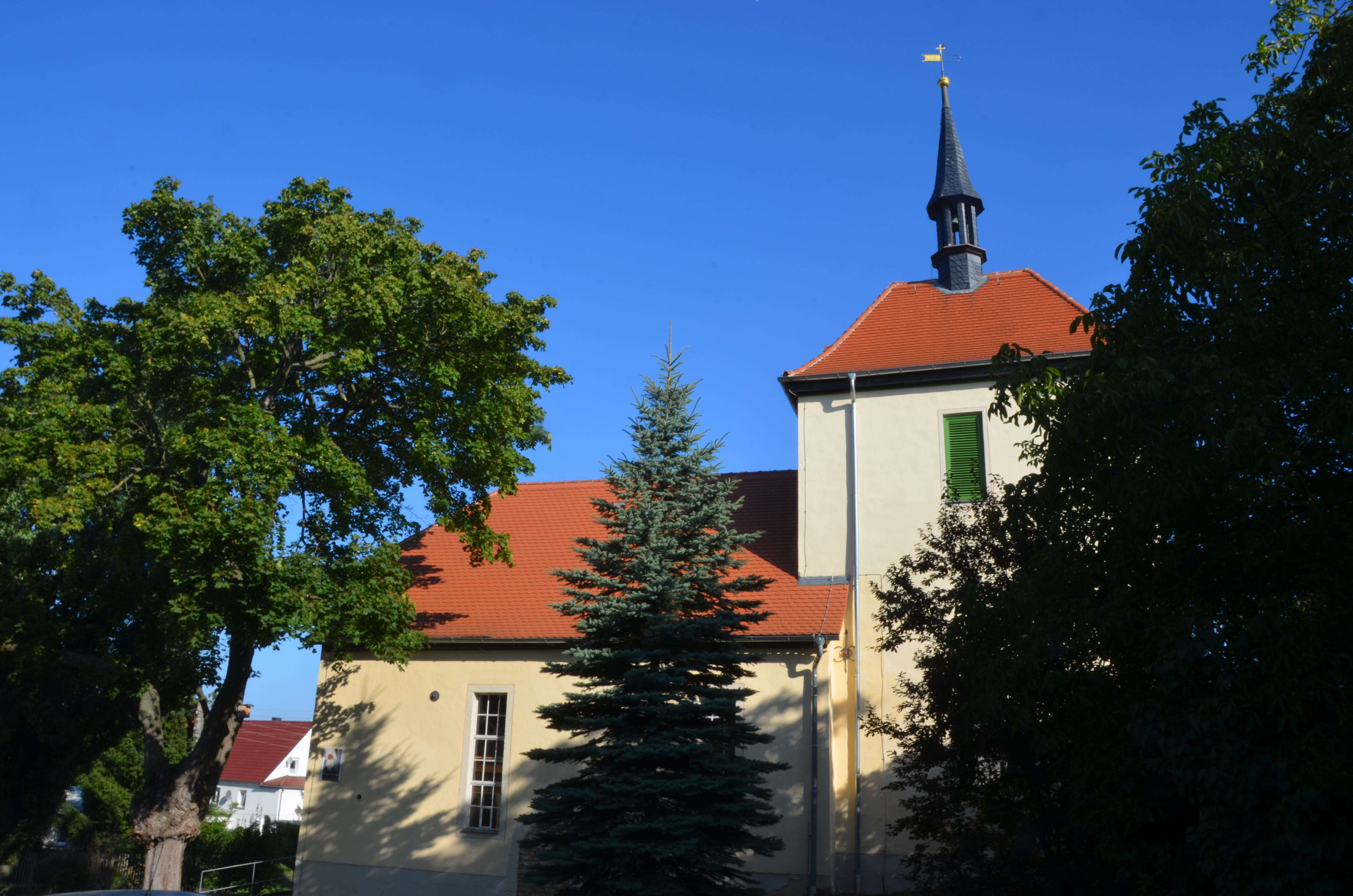
Dorfkirche

Das Dorf wurde erstmals urkundlich zwischen 822 und 842 erwähnt.
In den Jahren 1446 bis 1451 wurde der Ort im sächsischen Bruderkrieg zerstört. 1497 wurden 47 erwachsene Einwohner in 20 Haushaltungen im Landessteuerregister genannt. Ein Großfeuer vernichtete 1712 große Teile des Ortes, 1735 gab es neben 37 Wohnhäusern die Kirche, eine Schule, ein Gasthaus mit Posthalterei sowie ein Brau- und Backhaus.
Rannstedt spiegelte in der Vergangenheit die Zersplitterung Thüringens wider. Während die Flur des Orts mit dem benachbarten Ködderitzsch eine Exklave des zum Kurfürstentum Sachsen gehörigen Amts Eckartsberga bildete, gehörte der Ort an sich zum ernestinischen Amt Roßla, welches beim Aussterben der Linie Sachsen-Altenburg im Jahr 1672 an Sachsen-Weimar kam und seit 1741 zu Sachsen-Weimar-Eisenach gehörte. Durch die Beschlüsse des Wiener Kongresses 1815 kam die Flur Rannstedts ebenfalls zu Sachsen-Weimar-Eisenach. Sie wurde dem Amt Roßla angegliedert. Bei der Verwaltungsreform des Großherzogtums Sachsen-Weimar-Eisenach kam Rannstedt im Jahr 1850 zum Verwaltungsbezirk Weimar II und juristisch zum Justizamt Apolda. Seit 1920 gehört der Ort zu Thüringen.
Die 1716 erbaute Kirche wurde 1994 grundlegend restauriert, der Kirchturm wiederaufgebaut.
1900 erfolgte der Anschluss Rannstedts an das Telefonnetz, 1908 folgte elektrischer Strom, 1969 eine zentrale Wasserversorgung und 1995 Erdgasversorgung.
Seit der Eingemeindung der Nachbargemeinden Reisdorf, Wickerstedt, Ködderitzsch und Gebstedt in die Stadt Bad Sulza im Rahmen der Gebietsreform in Thüringen war Rannstedt von allen Seiten von Bad Sulza umgeben, war also eine Enklave innerhalb des Stadtgebiets von Bad Sulza. Zum 1. Januar 2023 wurde auch Rannstedt nach Bad Sulza eingemeindet.

## Politik

### Bürgermeister
Letzter Bürgermeister war Horst Krocker. Er setzte sich am 5. Juni 2016 mit 78 % (64 Stimmen) bei 55,5 % Wahlbeteiligung durch.

## Persönlichkeiten
- Karl Krehahn (1869–1946), Musiker und Musikpädagoge